# Heteka

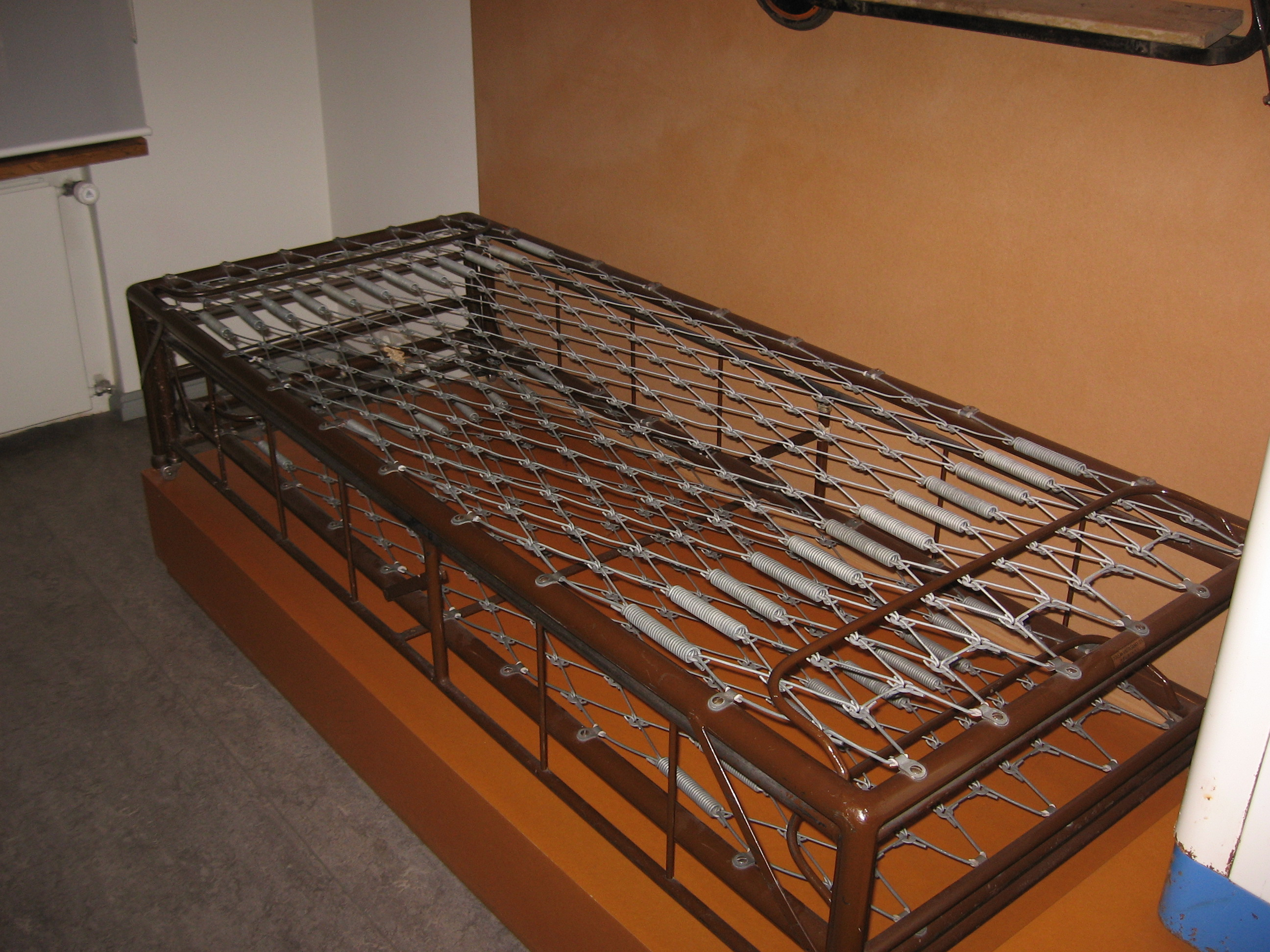
En hetekasäng i Finlands nationalmuseum.

En heteka är en resårsäng i stål. Ordet 'heteka' är ursprungligen ett varumärke och en förkortning av namnet på tillverkaren Helsingin Teräshuonekalutehdas Oy, sedermera Heteka Oy, men har i Finland blivit ett allmänt namn för sängtypen.
Före vinterkriget fanns det i Finland sex fabriker som tillverkade järnsängar, av dessa var Heteka Oy den mest framgångsrika. 
Helsingin Teräshuonekalutehdas presenterade de första heteka-sängarna år 1932. Hetekan bestod av två sängar inuti varandra, den ena kunde dras fram under den andra. De består av en stålrörsram och en botten av metallnät, dessutom har den ena ofta små hjul undertill. Hetekan marknadsfördes också som ett medel mot löss, eftersom lössen som trivdes i de gamla träsängarna inte kunde bygga bo i hetekan som hade metallram.
| ”                             | På dagen är Heteka en vacker, hemtrevlig, utrymme besparande schäslong och till natten förvandlar man den i en handvändning till två bekväma sängar, vilka man redan på morgonen kan bädda färdigt, om man så vill. | „ |
| – Broschyren "Sov sött", 1933 | |   |

Hetekan var mycket populär från 1930-talet till 1950-talet. Det tillverkades två miljoner sängar av typen heteka innan Helsingin Teräshuonekalutehdas lades ner 1964, och det fanns en heteka i nästan varje finländskt hem. I mindre hem, som inte hade något separat sovrum, användes hetekan ofta som soffa på dagen och som dubbelsäng på natten.